# Giorgio Canestri
Giorgio Canestri (Alessandria, 8 novembre 1934 – Torino, 17 luglio 2022) è stato un politico italiano.

## Biografia
Laureato in Lettere, insegnante. Nel 1968 viene eletto deputato per il  PSIUP, termina il proprio incarico parlamentare nel 1972.

## Opere
- La scuola in Italia dalla legge Casati a oggi (1976) con Giuseppe Ricuperati